# Castelo de San Felipe

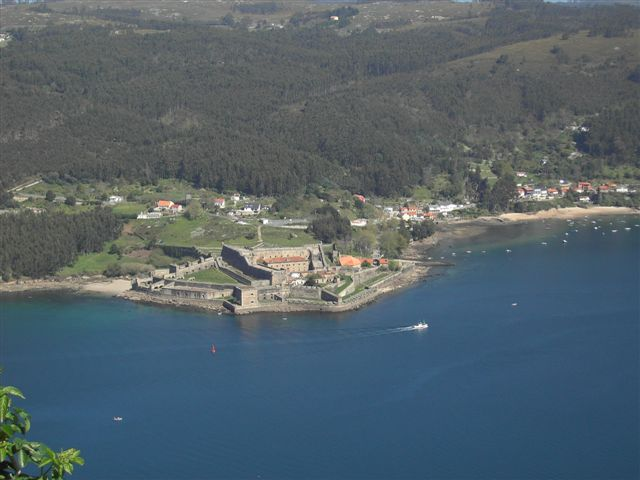
Castelo de San Felipe, Espanha.

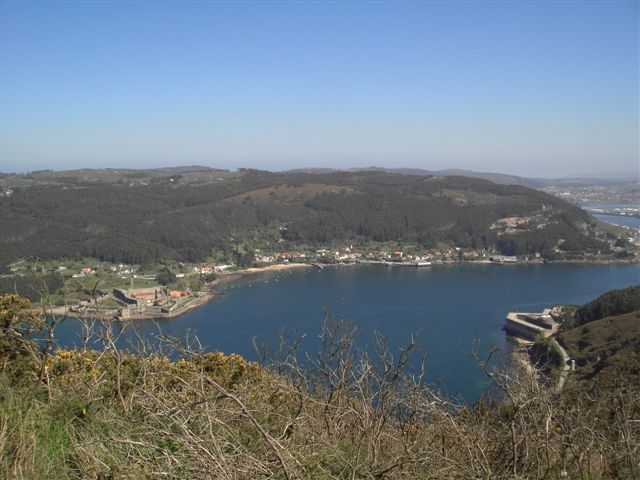
Vista dos castelos São Felipe e da Palma.

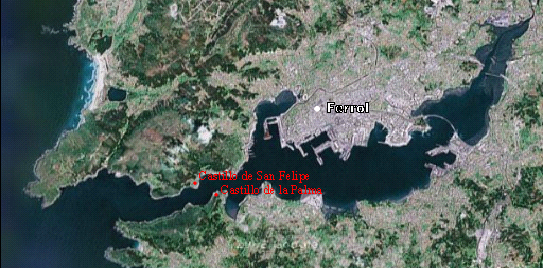
Situação dos castelos de São Felipe e da Palma.

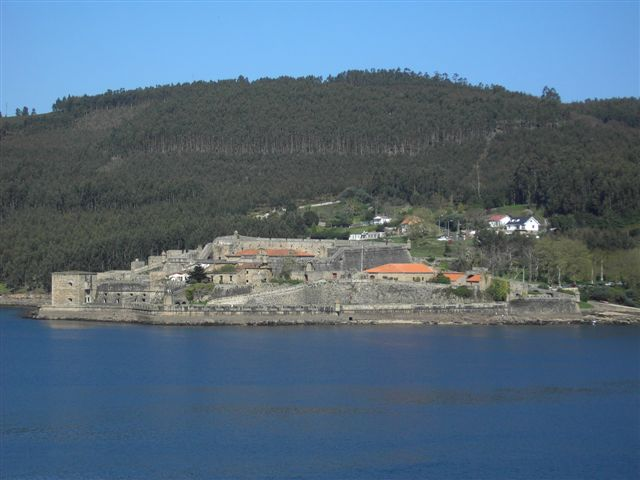
Castelo de San Felipe, Espanha.

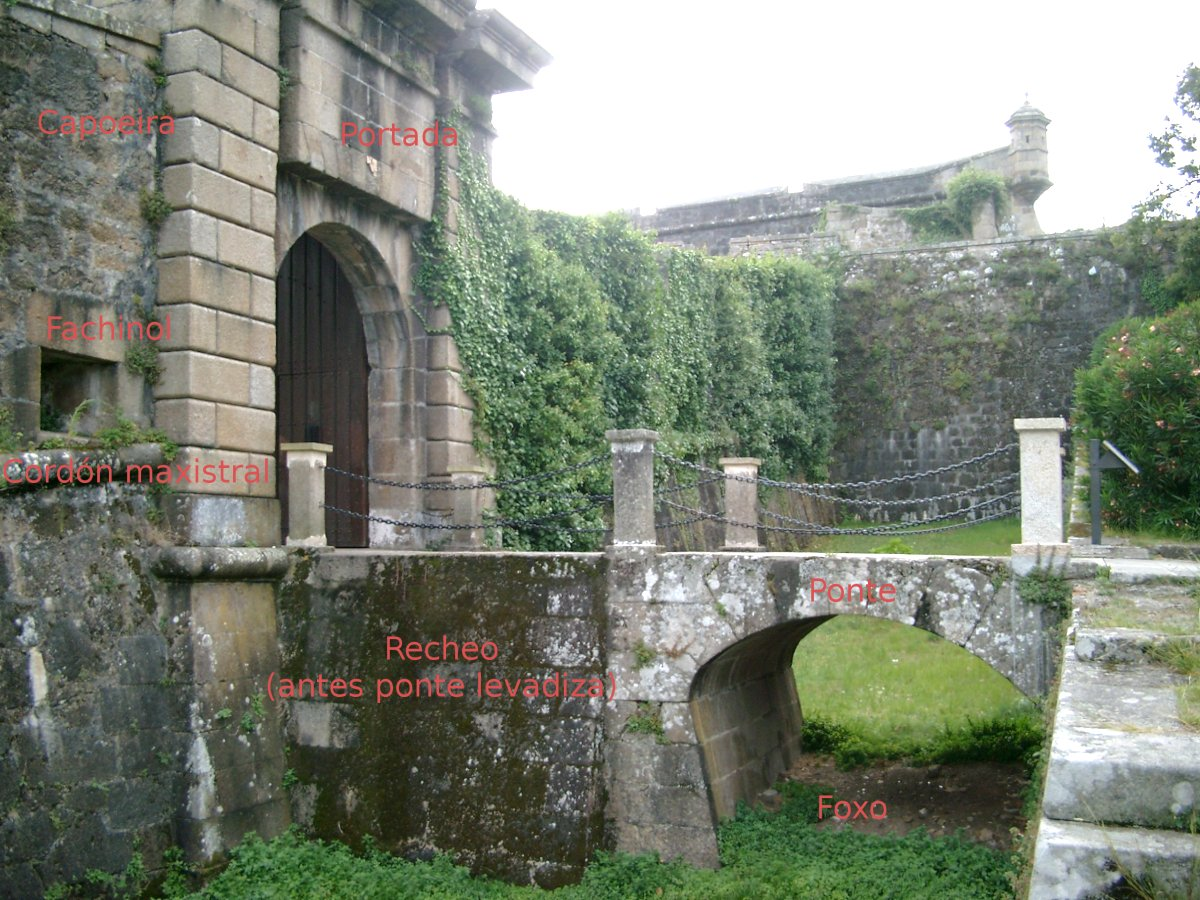
castelo de San Felipe: Portada Leste.

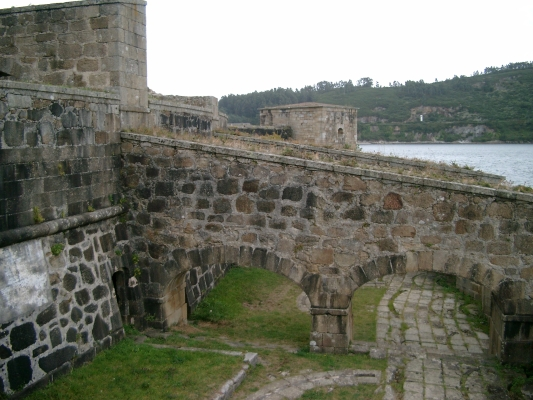
Castelo de São Felipe, Espanha: detalhe.

O Forte de San Felipe, conhecido localmente como Castelo de San Felipe, localiza-se paróquia de Brión, no município de Ferrol, na província de Corunha, comunidade autónoma da Galiza, na Espanha.
Uma das mais importantes fortificações da ria de Ferrol, integrou e coordenou o triângulo defensivo da mesma junto com o Castelo da Palma e o Castelo de San Martín. O sistema foi projetado e implementado no século XVI por determinação do Capitão-general do Reino da Galiza, o marquês de Cerralbo, com projecto dos arquitectos militares Fratín, Tibúrcio Spanochi e Muñiz.
Fronteiro ao forte de Nossa Senhora da Palma, entre ambos estendia-se uma grossa corrente, visando impedir o acesso de embarcações inimigas à ria.

## História
A construção do complexo defensivo da ria de Ferrol remonta ao contexto da luta pela hegemonia do comércio marítimo mundial, no último quartel do século XVI. Ferrol constituía-se, à época, em um dos portos de aprovisionamento da Armada Real Espanhola, e como tal necessitava de uma defesa eficaz diante da ameaça representada pelos corsários ingleses e franceses.
As suas obras iniciaram-se em 1589 sob o reinado de Filipe II de Espanha, em cuja homenagem este forte recebeu o seu nome.
No ano anterior (1588), devido a uma tempestade, uma parte das embarcações que compunham a Invencível Armada, havia se refugiado aqui, na ria de Ferrol.
Posteriormente, em 1594, a Armada inglesa tentou apoderar-se de Ferrol, sendo rechaçada pelo fogo dos seus fortes. O mesmo se sucedeu mais tarde, em 1639, quando foi repelido um assalto francês, sob o comando do almirante Henri D'Escobleau. Entretanto, após essa experiência, em 1656, um relatório de inspeção do forte relata: "(…) la puerta queda (…) y sin defesa ninguna por estar debajo de un monte que a pedradas puede echar la gente (…)."
No século XVIII, entre 1731 e 1755 sofreu extensa campanha de modernização, com projeto a cargo do engenheiro militar Francisco Montaigú. Na ocasião foram lhe introduzidas uma série de reformas, entre as quais destaca-se a construção de um hornaveque, de um fosso e de um novo Portão de Armas.
A Armada britânica que se dirigiu ao Egito para lutar contra Napoleão Bonaparte, composta por mais de uma centena de embarcações, transportando cerca de 15.000 homens, sob o comando do Contra-almirante Warren, durante a Batalha de Doniños ou Batalha de Brión, investiu sobre Ferrol a 25 de Agosto de 1800, pretendendo destruir-lhe os estaleiros. Após três assaltos, que foram repelidos pelo fogo combinado dos fortes, as tropas britânicas foram obrigadas a reembarcar, tendo sofrido mais de um milhar de baixas. Após o episódio, Napoleão assinalou-o com a frase: "(…) pelos valentes ferroleses."
No contexto da Guerra Peninsular, o forte foi ocupado pelas tropas napoleónicas durante um mês, em 1809.
O monumento encontra-se sob a proteção da Declaração genérica do Decreto de 22 de Abril de 1949 e da Lei n° 16/1985 sobre o Património Histórico Espanhol.

## Características
O seu desenho inspira-se nos ensinamentos técnicos de Vauban, estando adaptado ao terreno sobre o qual se assenta, condicionado tanto pela orografia quanto pelo canal de acesso da ria.
Montaigu deu-lhe planta na forma de um leque aberto, com capacidade para mais de setenta peças de artilharia nas duas baterias voltadas para a ria, onde se dispõem vários recintos escalonados até chegar-se a um grande hornaveque orientado para o monte, pelo lado de terra. Empregou-se na obra cantaria de pedra lavrada. As austeras portadas foram desenhadas pelo engenheiro La Ferrière.
No total, contava com uma centena de peças de artilharia, dos diversos calibres.
Um dos defeitos imputados a esta fortaleza é o de que era dominada pelas alturas circundantes, o que a tornava vulnerável a um ataque terrestre.